# Berdillo
Verdillo (llamada oficialmente San Lourenzo de Verdillo) es una parroquia española del municipio de Carballo, en la provincia de La Coruña, Galicia.

## Otra denominación
La parroquia también se denomina San Lorenzo de Verdillo.

## Toponimia
La grafía del topónimo de esta parroquia fluctuó a lo largo de la historia debido a que es de etimología y significado oscuros. En los textos más antiguos, del monasterio de Soandres (Laracha), de principios del siglo XV, aparece como Berdillo (1410), pero el término correcto es Verdillo . En estos documentos se muestra la confusión en el uso de estas letras, lo que demuestra que está cambiando el sistema fonológico: en la Edad Media las dos letras distinguían fonemas diferentes, pero a estas alturas ya se estaban confundiendo las pronuncias de [b] (bilabial) y [v] (labiodental), lo que se denomina betacismo. Entonces, los escribas pasan a grafiar con B palabras que etimológicamente deberían tener V, pero no a la inversa.
En los siglos siguientes hubo vacilaciones entre B y V (sobre todo en el XVI y en el XVII), dependiendo mucho de los curas y de los escribanos que redactaban. Aun así, la elección de la V empezó a ser mayoritaria en el siglo XVIII (posiblemente, por la asociación semántica con la palabra verde). No obstante, esta relación no está demostrada, dado que no es clara el origen etimológico de la última parte del topónimo, -illo.
En el siglo XIX se viró un poco, tanto en el mundo eclesiástico como en los nomenclátores oficiales de segunda mitad, a favor del B. No obstante, a pesar de que oficialmente se escribiese con B, desde el último tercio del XIX, la única forma registrada en los libros y asociaciones parroquiales fue Verdillo.
En este sentido, la Real Academia Gallega elaboró un informe donde se analiza la presencia del topónimo en textos notariales medievales, libros pertenecientes al archivo de la parroquia, cartografía histórica y otros documentos. En este informe, presentado en mayo de 2022, se le propone a la Junta de Galicia el cambio del topónimo oficial a la forma Verdillo debido a las atestaciones gráficas históricas y del uso común de la grafía con V entre el vecindario. Este cambio se formalizará en la próxima revisión del Nomenclátor de Galicia.

## Historia
La parroquia de Verdillo se extiende a lo largo de la carretera que la cruza (DP-1904) y que, en tiempos pasados, fue el camino real que unía La Coruña con Finisterre. Era a principal vía de comunicación con la ciudad herculina hasta que la villa de Carballo comenzó a crecer en fama debido a su balneario de aguas termales, y se construyó una nueva carretera, la actual AC-552, que se hizo pasar por el centro de la villa.
Durante siglos, se celebró en esta parroquia y en la vecina de Artes, al pie del camino real, la que llegó ser la feria más importante de la antigua provincia de La Coruña. En la carretera entre Carballo y Órdenes (AC-413) se encuentra un lugar con el nombre de Campo de la Feria, que se refiere a los tiempos en los que se celebró la feria. Pese a la oposición del barrio y de los párrocos de Sofán, Artes y Verdillo, la feria se trasladó en 1941 a Carballo.

### Madoz
En el Diccionario geográfico-estadístico-histórico de España y sus posesiones de Ultramar, obra impulsada por Pascual Madoz entre 1846 y 1850, se relata de Berdillo (denominado aquí San Lorenzo de Verdillo) lo siguiente:

Felig. en la prov de la Coruña (4 4/2 leg), dióc. de Santiago (6), part. y ayunt. de Carballo (1/2). SIT. alrededor de una loma, sobre el camino de la Coruña á Puente Lubian; CLIMA benigno y sano. Comprende los l. de Casasnovas, Consta Piñeiro, Chasin,  Garrida, Esmoris, Iglesario, Lugar de Abajo y Vilarnovo, que reúnen 90 CASAS; existe la de aud. y cárcel de la ant. jurisd. Real de Bergantiños. La igl. parr. (San Lorenzo) está servida por un curato de entrada, cuyo patronato ejercía el monast. de San Martín de Santiago. El TÉRM. Confina por N. con Sta. Maria de Lemayo; al NE. y E. Santiago de Vilaño; SE. y S. San Salvador de Sofán, interpuesto el r. Lubian; SO. San Jorge de Artes, y al O. y NO. Bertoá: se estiende á ¼ de leg. de N. á S. y ½ de E. á O. El TERRENO es de buena calidad en la parte destinada al cultivo. El CAMINO del Puente se halla en buen estado, y el CORREO se recibe en la cap. del part. PROD.: Maiz, trigo, centeno, patadas, lino y legumbres; cria ganado, prefiriendo el vacuno, y se encuentra alguna caza. IND.: la agrícola, molinos harineros, telares y varios oficios de primera necesidad; hay feria muy concurrida el último domingo de cada mes en la inmediata felig. de Artes. POBL.: 88 vec., 459 alm. CONTR.: con su ayunt. (V.).

## Entidades de población
Entidades de población que forman parte de la parroquia:
- Añón (O Añón de Verdillo)
- A Garrida
- Aspozas (As Pozas)
- Campo (O Campo)
- Casas Novas (As Casas Novas)
- Chacín
- Costa (A Costa)
- Esmorís (O Esmorís)
- Ganduma (A Ganduma)
- La Iglesia (A Igrexa)
- Longras
- Moucho (O Moucho)
- O Alto
- O Aseñado
- O Lugar de Abaixo
- Paraíso (O Paraíso)
- Piñeiro (O Piñeiro)
- Ponte Carral (A Ponte Carral)
- Prego (O Prego)
- Redonda (A Redonda)
- Regueira de Abajo[14] (A Regueira de Abaixo)
- Regueira de Arriba (A Regueira de Arriba)
- Samiro
- Seijas[14] (As Seixas)
- Vilarnovo

## Despoblados
- O Areal
- Pomaras (A Pumara)

## Demografía
Según el INE, Verdillo contaba con 998 habitantes (480 hombres y 518 mujeres) en el año 2022, distribuidos en 27 entidades de población. Es una parroquia densamente poblada (la 5.º del municipio), debido a su proximidad a Carballo.
| Gráfica de evolución demográfica de Verdillo entre 2000 y 2022 |
|                                                                |
| Datos según el nomenclátor publicado por el INE.               |

## Patrimonio
En el centro de Verdillo está la Iglesia de San Lorenzo (construida de nuevo en el siglo XX y completada en 1931, siendo obra de Manuel Villaverde). Originalmente constaba de una única nave, con tribuna de madera y un largo presbiterio que correspondía al templo anterior. En 1951 se le añaden dos capillas laterales para aumentar su espacio interior, por lo que pasa ser un templo de cruz latina. La última modificaciones se le hará en 1979, cuando se le añade el pórtico lateral.
En su interior conserva tres retablos. El mayor, de estilo  neoclásico, obra de Laureano Cao Cornido, del segundo tercio del siglo  XIX, que preside el patrón San Lorenzo, una talla de la misma época. Y dos laterales, de estilo barroco, de la segunda mitad del siglo  XVIII: el de San Roque, situado en la parte izquierda, y el del Carmen en la parte derecha.
Delante de la iglesia existe un crucero obra de un  santeiro (cantero de santos). 
La parroquia cuenta con un centro social que se encuentra cerca de la iglesia de San Lorenzo (cuya construcción se extendió desde el año 1989 hasta lo 2007) y que es empleado por las asociaciones de la parroquia.

## Asociaciones
La parroquia de Verdillo destaca por la fuerza de su amplio movimiento vecinal, cultural y deportivo. Debemos destacar las siguientes asociaciones: 
- Agrupación Cultural Arume de Verdillo: Creada en 1982, desarrolla actividades culturales como el baile y la música tradicional. En este campo, cuenta con grupos de baile,  cantareiras y gaiteros con los que realiza diversas actuaciones. Tiene como objetivo contribuir a la promoción y difusión de la animación sociocultural, salvaguardar el patrimonio tradicional gallego y favorecer la cooperación entre distintas entidades culturales.
- Asociación Xuvenil Arume de Verdillo: Fundada en 1985, tiene el objetivo de promover el asociacionismo juvenil en medio rural, fomentando el desarrollo comunitario y la participación de la juventud en la vida social, política y cultural y contribuyendo a la formación integral de la juventud.
- Asociación de Veciños San Lorenzo de Verdillo: Es un ente que agrupa desde el año 2006 la una mayor parte de los  verdilleses con la finalidad principal de mejora de la parroquia y organización de actividades de interés general.
- Consello Parroquial de Verdillo: Constituido en el 2016, es una herramienta puesta en marcha por el Ayuntamiento de Carballo que fomenta la participación de los vecinos y vecinas en los asuntos de la parroquia.
- Sociedad Deportiva San Lorenzo de Verdillo: Equipo de fútbol fundado en el año 1978 que cuenta con equipo de juveniles, veteranos y sénior (el cual compite en el grupo 2 de la Segunda Autonómica).
- Unión Democrática de Pensionistas de Verdillo: Nació en el 2002 y está dirigida a pensionistas y jubilados de esta parroquia. La entidad se dedica a la organización de viajes culturales, cursos de gimnasia o clases de bailes de salón para dinamizar el tiempo de ocio de sus socios y socias.